# اکسکوئیزیت فرم
اکسکوئیزیت فُرم (انگلیسی: Exquisite Form) یک برند آمریکایی پوشاک زیر زنانه و به‌ویژه سینه‌بند، شکم‌بند، گِـن و سایر لباس‌های شکل‌دهنده به بدن برای بانوان مدل پلاس سایز است. مالک این برند، «شرکت ونتی فر» (از شرکت‌های تابعهٔ فروت آو لوم است).
این شرکت کارش را از سال ۱۹۴۵ در شهر نیویورک و با نام «صنایع اکسکوئیزیت فُرم» آغاز کرد و آغاز تنها سینه‌بند، کمربند کشدار (برای بالا نگهداشتن جوراب زنانه) و شکم‌بند (زیرپوش تنگ و کشدار زنانه برای تو نگهداشتن شکم و پهلوها) تولید می‌کرد.

## طراحی بدون سینه‌بند
طراح لباس استرالیایی-آمریکایی رودی گرنریچ ترجیح می‌داد که لباس‌های طراحی‌شده توسط او حتی‌الامکان بدون سینه‌بند پوشیده شوند. در اکتبر ۱۹۶۴ میلادی، شرکت اکسکوئیزیت فُرم با همکاری وی، موفق به طراحی «نو برا» (No Bra) یا «بی‌سینه‌بند» شد. سینه‌بندهای خاص این شرکت از پارچه‌ای شفاف و بدون هرگونه سیم و آستر ساخته شده بود. برخلاف سوتین‌های رایج، این طراحی خاص به پستان‌ها این امکان را می‌داد تا شکل طبیعی خود را حفظ کنند، نه اینکه یک قالب ایدئال زیبایی‌شناختی و عامه‌پسند به‌خود بگیرند.
سینه‌بند طراحی‌شده توسط رودی گرنریچ، یک سینه‌بند ساده و سبک، بدون درز، از جنسِ تریکوی نایلونی شفاف و کِـشی بود که فقط برای زنانی با پستان‌های کوچک قابل استفاده بود و در سه رنگ مشکی، سفید و رنگِ بدن تولید و در سایزهای ۳۲ تا ۳۶ با کاپ‌های A و B عرضه می‌شد. این سینه‌بند تنها یک قلاب در عقب داشت. این طراحی مینیمالیستی او، انقلاب و تحولی در طراحی سینه‌بند ایجاد کرد و گرایش به اشکال طبیعی‌تر و پارچه‌های نرم و شفاف را رقم زد.